# Jos Vander Velpen
Jos Vander Velpen (1948) is een Belgisch advocaat en auteur.

## Levensloop
Jos Vander Velpen is advocaat aan de balie van Antwerpen. Hij trad op als advocaat in het proces dat in 2004 leidde tot de veroordeling van het Vlaams Blok als racistische partij.
Van 2004 tot 2017 was hij voorzitter van de Liga voor Mensenrechten. Hij volgde Paul Pataer op en werd door Kati Verstrepen opgevolgd.
Vander Velpen publiceerde meerder boeken, onder meer over extreemrechts in Vlaanderen en Europa, terrorisme, mensenrechten, politie, justitie en het fort van Breendonk.